# Buddleja forrestii
Buddleja forrestii är en flenörtsväxtart som beskrevs av Friedrich Ludwig Diels. Buddleja forrestii ingår i släktet buddlejor, och familjen flenörtsväxter. Inga underarter finns listade i Catalogue of Life.

## Bildgalleri

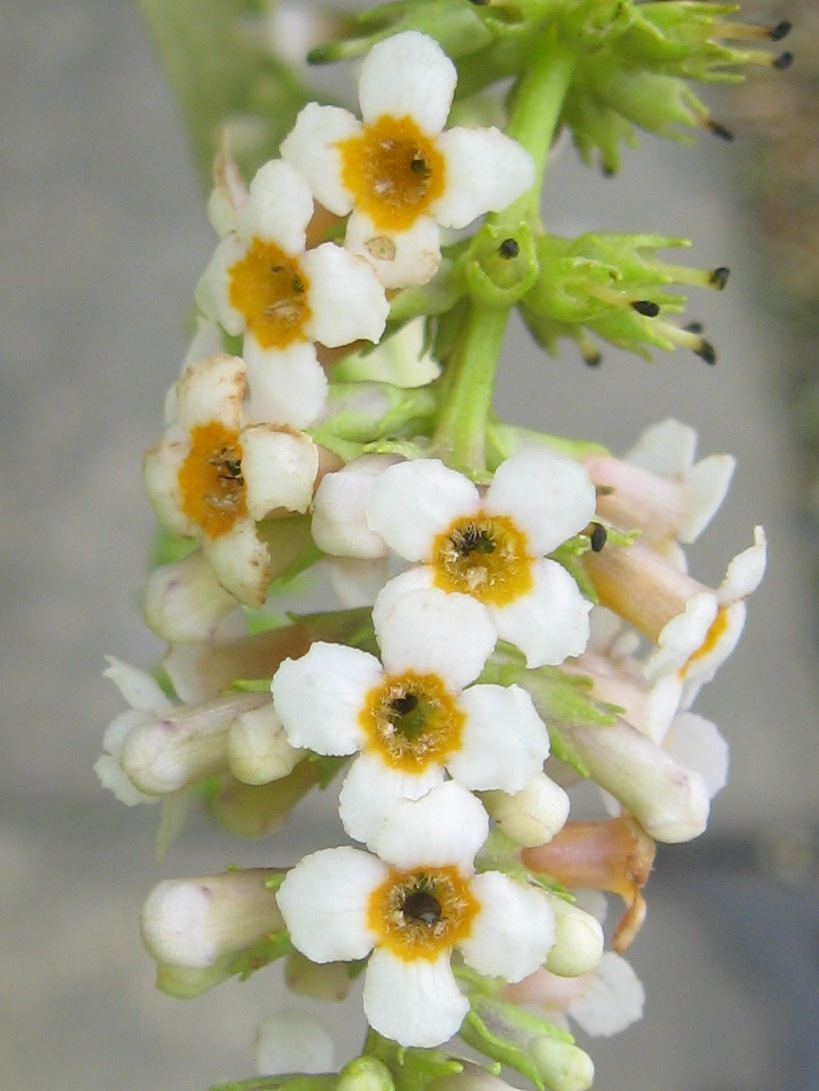